# Raffaele Chiarolanza
Raffaele Chiarolanza (Piscinola, 17 settembre 1881 – Napoli, 12 marzo 1969) è stato un politico italiano.
Massone, membro del Grande Oriente d'Italia, raggiunse il 30º grado del Rito scozzese antico ed accettato e nel 1925 fu presidente dell'Areopago di Napoli. Nella III legislatura subentrò al defunto Raffaele Cafiero. Nella IV subentrò nel 1967 al dimissionario Mario Ottieri.